# Юджийн Трин
Юджийн Хау – Чау „Джийн“ Трин (на английски: Eugene Huu-Chau "Gene" Trinh) e американски астронавт, участник в един космически полет.

## Образование
Юджийн Трин завършва лицея Мишеле (на френски: Lycee Michelet) в Париж, Франция през 1968 г. През 1972 г. придобива бакалавърска степен по инженерна механика от Колумбийски университет в Ню Йорк. През 1974 г. става магистър по същата специалност в университета Йейл, Кънектикът. В същото висше учебно заведение придобива магистърска степен по философия през 1975 г. и защитава докторати по философия и приложна физика през 1977 г.

## Служба в НАСА
Юджийн Трин е избран за астронавт от НАСА на 5 юни 1983 година, Астронавтска група Spacelab-3. Преминава курс на обучение по програмата Спейс шатъл, но поради катастрофата с Чалънджър не е включен в полетните графици. Реизбран е на 6 август 1990 година, Астронавтска група USML-1. Участник в един космически полет.

## Полети
| Космически полет на Юджийн Хау – Чау „Джийн“ Трин              | Космически полет на Юджийн Хау – Чау „Джийн“ Трин | Космически полет на Юджийн Хау – Чау „Джийн“ Трин | Космически полет на Юджийн Хау – Чау „Джийн“ Трин | Космически полет на Юджийн Хау – Чау „Джийн“ Трин | Космически полет на Юджийн Хау – Чау „Джийн“ Трин | Космически полет на Юджийн Хау – Чау „Джийн“ Трин |
| №                                                              | Дата                                              | КК                                                | Емблема на мисията                                | Функции                                           | Продължителност                                   |                                                   |
| -------------------------------------------------------------- | ------------------------------------------------- | ------------------------------------------------- | ------------------------------------------------- | ------------------------------------------------- | ------------------------------------------------- | ------------------------------------------------- |
| 1                                                              | 25 юни 1992                                       | „Колумбия“, мисия STS-50                          |                                                   | Специалист по полезния товар                      | 13 денонощия 19 часа 30 мин. 04 сек.              |                                                   |
| Сумарно време в космоса – 13 денонощия 19 часа 30 мин. 04 сек. |                                                   |                                                   |                                                   |                                                   |                                                   |                                                   |

## Научна дейност в НАСА
През 1999 г. Трин започва работа като специалист в НАСА, Лаборатория за реактивни двигатели. В продължение на 20 г. работи в научния департамент на агенцията. Директор на секцията по физика на НАСА.

## Награди
- Медал на НАСА за изключителни научни постижения;
- Медал на НАСА за участие в космически полет.